# Racehelm

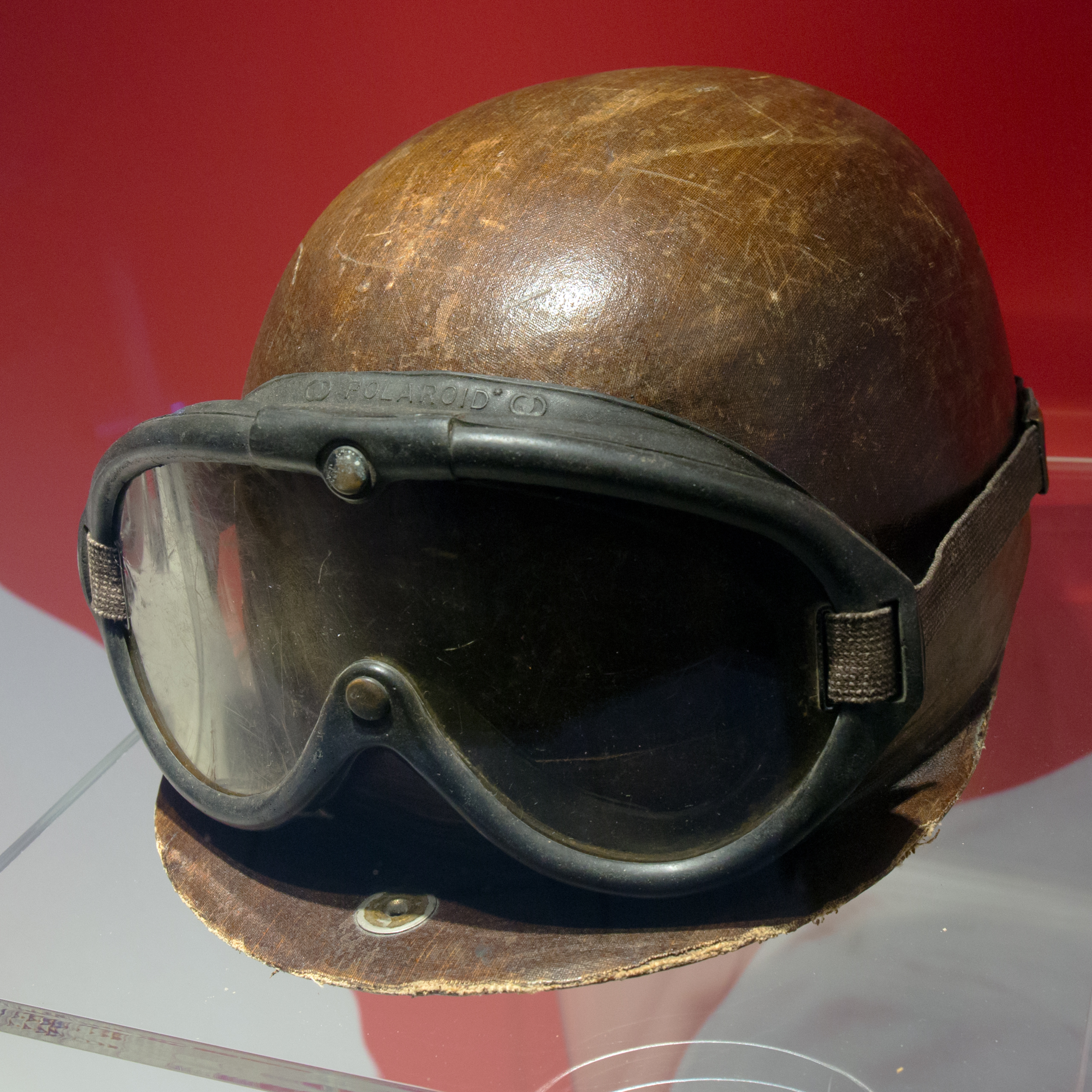
Jaren 1950: helm en stofbril van Juan Manuel Fangio

Een racehelm is een veiligheidshelm voor coureurs in de autosport. De racehelm is verplicht in de Formule 1 sinds het raceseizoen 1973.

## Historie
De racehelm komt van oorsprong uit de motorsport in de jaren dertig van de 20e eeuw maar werd al gauw geadopteerd door de autosport.

## Open racehelm
Hoofdbescherming voor autocoureurs bestond in de vroege jaren van het wereldkampioenschap alleen uit een katoenen of leren kap met losse stofbril. Er bestonden in de jaren vijftig ook al verharde helmen van natuurlijke materialen als leer of kurk met een harde synthetische buitenlaag. Deze kwamen deels voort uit polo, zoals in het geval van Stirling Moss. De verharding ontstond door het persen van meerdere lagen op elkaar.
Helmen bedekten in principe alleen de schedel, een zogeheten hoofd- of potdeksel dus. De oren en de rest van het gezicht waren vrij van enige bescherming, vandaar de noodzaak voor een stofbril.
De firma Herbert Johnson Co. maakte de eerste exemplaren met een los voorgebonden vizier (in eerste instantie alleen voor gebruik in de regen).
De firma Bell kwam in 1954 met een verharde helm gemaakt van glasvezelversterkte kunststof en belegd met schuim. Via de Amerikaanse autosport bereikte deze helm ook de Formule 1. Tevens kwamen er metalen helmen bij o.a. van het merk Buco. De potdeksels kregen langzaam maar zeker ook leren flappen voor over de oren. Daarnaast droegen sommige coureurs ook een voorgebonden zakdoek.

## Gesloten racehelm
De gesloten racehelm werd in de Formule 1 geïntroduceerd door de Amerikaan Dan Gurney in 1968. In de Amerikaanse racerij reed men al langer met een gesloten racehelm van het merk Bell. Het debuut vond, bij wijze van test, plaats op het circuit van Zandvoort op 21/22 juni van dat jaar. Twee weken later op de Nürburgring werd er voor het eerst met de helm geracet onder regenachtige omstandigheden. De helm was geen onmiddellijk succes vanwege zorgen over condensvorming en oplopende warmte in de helm. De veiligheid van de sport won het uiteindelijk van enige ongemakken.

## Merken
De racehelm is altijd sterk verbonden geweest met motorhelmmerken: Bell, GPA en AGV waren aanvankelijk belangrijke leveranciers. Sinds de jaren tachtig/negentig zijn de merken Schuberth, Shoei en Arai hofleverancier. Nog een ander merk is Bieffe.

## Helmtypen
Enkele helmtypen verdienen aparte vermelding vanwege de introductie van nieuwe technologie in de autosport.

### Bell 500 TX
De Bell 500 TX is de eerste helm die aan een reeks van veiligheidsvoorschriften voldeed.

### Bell XFLS-TW ('twin window')
Dit type helm werd in 1979 in de Formule 1 o.a. gedragen door Jacky Ickx en John Watson.

### Simpson RX-1 ('Bandit')
Eind jaren zeventig kwam, opnieuw vanuit Amerika, een ander type racehelm ditmaal van het merk Simpson. In 1979 introduceerde het merk de RX-1. De helm stond al gauw als ' Bandit' bekend en werd vaak ook met Star Wars geassocieerd. In 1980 kwalificeerden 22 van de 33 coureurs van de Indy 500 met een dergelijk type helm.
De Simpson Bandit had een duidelijker vormgegeven kin-gedeelte, met tevens meer luchtopeningen. Dit type helm werd in de Formule 1 in 1979 onder andere door Mario Andretti, James Hunt, Elio De Angelis, Emerson Fittipaldi, Jan Lammers, Jochen Mass, Geoff Lees, en Hans-Joachim Stuck gedragen. Ook Gilles Villeneuve testte de helm in 1979.
De helm is nu beter bekend als de racehelm van The Stig, testrijder namens Top Gear.

## Regelgeving
Racehelmen werden aanvankelijk van verschillende materialen gemaakt zonder enige voorschriften. 
Vanaf 2019 geldt de FIA 8860-2018 standaard als norm voor racehelmen.

## Technologie
Racehelmen wogen aanvankelijk zo'n 2 kilo en boden nauwelijks enige bescherming tegen een impact op het hoofd. In 1967 werd de eerste brandvrije stof (Nomex) ontwikkeld voor de bekleding van een racehelm.
In 2001 stelde de FIA een gewichtslimiet voor van 1,25 kilogram. Vanaf dat moment worden de helmen alleen nog maar van carbon gemaakt, dat tegelijk lichter en sterker is.
In 2003 werd het zogeheten Hans-systeem verplicht ter bescherming van mogelijk nekletsel.
In 2004 werd een nieuw type helm geïntroduceerd en ontwikkeld door Schuberth in samenwerking met Michael Schumacher. Deze helm is o.a. voorzien van vijftig luchtgaten. De helmen worden individueel op maat gemaakt o.a. met behulp van een scan van het hoofd van de coureur. De prijs is inmiddels opgelopen naar meer dan 10.000 euro.

## Dodelijke ongelukken
Helmen redden levens, maar niet altijd. Bij het ongeluk van Gilles Villeneuve op het circuit van Zolder in 1982 verloor hij, in de lucht gekatapulteerd door de wagen van Jochen Mass, door centrifugale krachten zijn helm en belandde tegen hekwerk op de grond. Hij overleed later die avond na het bewustzijn niet meer te hebben herwonnen. Behandelend artsen hebben later verklaard dat hij reeds door de gemaakte salto van de wagen zijn nek had gebroken en niet meer levensvatbaar was.
Bij het ongeluk van Ayrton Senna op het circuit van Imola in 1994 drong een stukje van de wielophanging door zijn helm heen: dit veroorzaakte een ernstige hoofdwond c.q. fataal hersenletsel, waaraan hij binnen enkele uren overleed.

## Ongelukken
Beroemd is de geblakerde helm van Jacky Ickx na zijn ongeluk op Jarama in 1970 waarbij zijn wagen in brand raakte. Bij zijn ongeluk op de Nürburgring in 1976 werd de helm van Niki Lauda van zijn hoofd afgerukt; dit verklaart mede de ernstige brandwonden aan zijn gezicht.
De impact van een ongeluk toont bijvoorbeeld de helm na het ongeluk van Giancarlo Fisichella (Frankrijk 2002).
Bij een snelheidstest voor het team van Marussia op het vliegveld van Duxworth reed testcoureur María de Villota (dit was haar eerste F1-test) op 3 juli 2012 met haar hoofd tegen de neergelaten laadklep van een truck. Naast verwondingen aan gezicht en hoofd verloor zij haar rechteroog bij dit ongeluk.

## Incidenten
Coureurs zijn in het verleden op de baan door verschillende objecten getroffen.
- De Britse coureur Alan Stacey verongelukte in 1960 op Spa-Francorchamps toen waarschijnlijk een vogel door zijn vizier heen sloeg, waardoor hij bewusteloos raakte en crashte.
- Jochen Rindt kreeg een steen in zijn gezicht tijdens de training voor de GP van Frankrijk in 1970; hij droeg op dat moment een open vizier omdat het bochtige circuit hem misselijk maakte.
- Op hetzelfde, beruchte circuit van Clermont-Ferrand sloeg op 2 juli 1972 een steen, opgeworpen door de wagen van Emerson Fittipaldi, door het vizier van Helmut Marko. Hij wist de BRM nog tot stilstand te brengen, maar door het ongeluk raakte hij blind aan het linkeroog.[8] Dit betekende tevens het einde van zijn carrière als coureur.
- Felipe Massa kreeg tijdens de training voor de GP van Hongarije in 2009 een losgeraakt onderdeel van de wagen van Rubens Barrichello tegen zijn vizier.[9].
- Nico Rosberg werd tijdens de vrijdagtraining voor de GP van Bahrein in 2012 geraakt door een vogel. Die vloog tegen zijn vizier, terwijl de coureur 200 km/u reed.[10][11]

## Helmontwerpen

### Open racehelm
In de jaren vijftig hadden de racehelmen nauwelijks enige vormgeving. De kleuren waren die van het product zelf bijvoorbeeld bruin, wit of metaalkleurig. Sommigen hadden het logo van het racemerk toegevoegd of een eenvoudig logo van de fabrikant van de helm. Een van de eersten die zich in dat opzicht onderscheidde was Jean Behra die op zijn witte helm een zwartwit geblokte band had. De helmen waren qua vormgeving in principe nog halve helmen (ook wel pothelmen genoemd).
In de jaren zestig had de helm van Graham Hill een aangepast design vanwege zijn liefde voor roeien: donkerblauw met daarop acht witte roeispanen van de London Rowing Club. Een van de weinige anderen die zijn helm van een persoonlijk tintje voorzag was Jackie Stewart door de toevoeging van een schotse ruitband.

### Gesloten racehelm
De gesloten racehelm kwam inde jaren zeventig in meerdere, primaire kleuren beschikbaar en daarnaast was er ook meer oppervlak om potentieel vorm te geven. Het helmontwerp onderging aldus een revolutie. Behalve een eigen basiskleur werden in de jaren zeventig door de meeste coureurs vaak de kleuren van de nationale vlag verwerkt in de helm. Daarnaast ontstond er ook ruimte om de naam van de coureur prominent weer te geven in letters op de zijkant en bestond er zelfs de mogelijkheid voor toevoeging van een enkel persoonlijk sponsorlogo. Zodoende kon de coureur steeds gemakkelijker als individu worden herkend gedurende een race door het publiek.
Ook het sponsorlogo (hoofdsponsor van het team) werd steeds prominenter, zelfs dusdanig dat de coureur zijn eigen ontwerp hier qua kleur op moest aanpassen. Een van de vroegste voorbeelden hiervan is de helm van Nelson Piquet wiens oorspronkelijke kleurstelling van roodwit werd aangepast naar geelwit bij het team van Lotus in 1988 (hoofdsponsor Camel). Sinds de introductie van Red Bull in de Formule 1 in 2004 vormt het logo van de energiedrankenfabrikant het meest centrale element van het helmontwerp waar de coureurs van dat team zich naar moeten schikken.
Was de basis van de helmkleur overwegend wit in de jaren tachtig (o.a. Arnoux, Prost, Patrese, Piquet), mede als gevolg van de helmkleur van Senna werden de ontwerpen steeds feller van kleurstelling in de jaren negentig. De helmontwerpen gingen hierdoor toch weer meer op elkaar lijken. Daarmee lijkt de behoefte tot verdere personalisering definitief te zijn geboren en begon eind 20e eeuw een trend om de helm regelmatig aan te passen binnen een seizoen en soms zelfs per race. Deze personalisatie kwam ook de aandacht van de coureur ten goede, iets dat door de komst van de social media verder wordt gepromoot.

### Vizier
Het vizier vormde oorspronkelijk geen deel van de racehelm. De firma Johnson was een van de eersten die in de jaren vijftig met een los voorgebonden vizier kwam. Deze werden vooral in de regen gebruikt; voor het overige bleef de losse stofbril standaard. 
Condensvorming: er is enkele keren geprobeerd om condensvorming aan de binnenkant van het vizier

## Voorschriften
In 2012 werden de helmontwerpen van Lewis Hamilton en Sebastian Vettel gecensureerd door de FIA tijdens de trainingen voor de GP van Amerika. Die van Hamilton bevatte een scheldwoord en bij Vettel was er reclame bovenop de helm te zien. Ook de helm van Kimi Raikkonen tijdens de GP van Monaco in 2013 viel niet overal in goede aarde: de beeltenis van James Hunt bovenop de helm was te prominent in beeld. Ook zou de helm mogelijk een reclame kunnen zijn voor de speelfilm Rush Het technisch comité van de FIA maakte tijdens de GP van Singapore in 2013 bekend een verbod te overwegen op het constant veranderen van helmontwerpen. Voor de herkenning van een coureur door de toeschouwers zou het inmiddels te lastig zijn geworden.
Met ingang van 2015 is nog maar één (kleuren)wisseling van seizoen geoorloofd. Dit met name om de herkenbaarheid van de rijders te bevorderen voor de toeschouwers.
Sommige rijders ontweken deze regel door weliswaar het hoofdontwerp onveranderd te laten maar toch met kleinere aanpassingen te komen.
In 2018 maakte de FIA een uitzondering voor de duizendste race in het Formule 1-wereldkampioenschap in China en mochten de coureurs met unieke helmontwerpen rijden; bijna iedereen maakte hier gebruik van.
Danil Kvyat mocht in 2019 geen andere helmontwerp gebruiken tijdens zijn thuiswedstrijd in Rusland omdat hij reeds voor de GP van Italië van ontwerp was veranderd. Max Verstappen was dat jaar al minimaal tweemaal van kleurontwerp veranderd tijdens de GP van België en Oostenrijk zonder enige gevolgen. Als gevolg van het protest tegen Kvyat lijkt de FIA na discussies met de rijders overstag gegaan in de discussie over het toestaan van unieke helmontwerpen.
Sinds het seizoen 2020 zijn de restricties weer verleden tijd.

## Beroemde ontwerpen

### Ignazio Giunti
Een van de vroegste voorbeelden van een coureur die zich sterk onderscheidde qua helmdesign is Ignazio Giunti eind jaren zestig, begin jaren zeventig. De helm was groen in de basis met roodwitte detaillering (de kleuren van de Italiaanse vlag) met daaronder zijn naam. De helm was bijzonder vanwege een tweekoppige adelaar van voren met gestileerde vleugels aan de zijkant. De letter M op het voorhoofd was een verwijzing naar zijn vriendin Mara. De helm werd ontworpen door een architect uit Milaan. In feite was dit het begin van de helm als kunstwerk.

### Nelson Piquet
Dit principe werd in de jaren tachtig doorgezet. Nelson Piquet had een design van rode druppels tegen een witte achtergrond. De helm had daarmee geen enkele referentie meer met zijn geboorteland qua kleurstelling of naam maar was individueel dusdanig herkenbaar dat de helm iconisch werd. Het personaliseren van de racehelm bereikte daarmee een nieuw hoogtepunt: wie de helm zag, wist gelijk wie de rijder was op basis van het unieke design.

### Ayrton Senna
Het staat wel vast dat de beroemdste helm uit de Formule 1 die van de Braziliaan Ayrton Senna is. Door zijn gele kleurstelling viel de helm gelijk op tussen de vaak witte helmen. De helm gaf daarmee een impressie van jeugdigheid, agressie en beweging. Het ontwerp onderging enige wijzigingen maar is in de basis geel met groen-blauwe strepen. Senna bleef daarmee het idee trouw dat de kleuren van de nationale vlag het belangrijkste uitgangspunt vormen bij het ontwerp van een racehelm. Het ontwerp is van Sid Mosca die o.a. ook de helmen van Emerson Fittipaldi en Nelson Piquet ontwierp. De helm werd al bij zijn leven vaak geïmiteerd o.a. door Eddie Irvine en Lewis Hamilton. Ook uit het feit dat de kleuren en het ontwerp van Senna na zijn dood vaak terugkeren in de unieke ontwerpen van latere coureurs blijkt dat zijn helmontwerp een eeuwigheidswaarde heeft.

### Sebastian Vettel
Van Sebastian Vettel wordt gezegd dat hij gedurende 2009-2013 maar liefst 76 aparte designs had. Zie voor een gedeeltelijk overzicht uit de periode 2008-2009. Telkens als hij een race won droeg hij de volgende race in ieder geval een ander helmdesign. Vettel werkt al van jongs af aan samen met de ontwerper Jens Munster. Zeer beroemd werd zijn lichtgevende helm met LED lampjes tijdens de GP van Singapore in 2012. Enige vorm van elektrische verlichting in racehelmen werd gelijk na de race verboden door de FIA.

## Leenhelm
Zeer incidenteel komt het voor dat een coureur niet over zijn eigen helm kan beschikken. Toen Niki Lauda in 1979 tijdens de trainingen voor de GP van Canada plotseling stopte met de Formule 1 werd hij bij Brabham vervangen door Ricardo Zunino die dat weekend als toeschouwer aanwezig was en geen helm bij zich had. Daarom leende hij tijdelijk de helm van Lauda. Ten tijde van de race droeg hij overigens wel zijn eigen helm.
David Coulthard leende tijdens de GP van Monaco in 1996 voor de wedstrijd een helm van Michael Schumacher omdat er problemen waren met zijn eigen helm (beide waren van hetzelfde merk).